# Hungária EuroCity
A Hungária EuroCity (vagy Hungária) egy, a MÁV-START, a ŽSSK, a ČD és a DB által közlekedtetett EuroCity vonat (vonatszám: EC 172-173 (ideiglenesen EC 286-287), régebben EC 170-171, EC 174-175, IEx 74/75, illetve Ex 154/155), amely jelenleg Budapest-Nyugati pályaudvar és Hamburg-Altona között közlekedik. Naponta egy-egy pár közlekedik, döntően a MÁV-START által kiállított nagy sebességű kocsikkal.

## Története
A Hungária néven futó magyar nemzetközi gyorsvonat az egyik legrégebbi olyan vonat, amely napjainkban is közlekedik. Először 1960. május 29-én közlekedett Budapest-Keleti–Prága–Berlin között, dízelmotorvonatként. A Hungária gyorsvonat a budapesti Ganz által 1954-ben gyártott VT 12.14-es sorozatú gyorsmotorkocsijai közlekedtek. Ez volt az első olyan vonat Csehszlovákiában, amely elérte az óránkénti 130 km/h-s sebességet. A vonatok 1960-ban a közel 1000 kilométeres Berlin–Budapest útvonalat 14 óra 53 perc alatt tették meg. A Hungária számára épített motorvonatban 126 ülőhely és egy egy időben 36 főt kiszolgálni képes étterem volt.
Az 1970-es években a 300 ülőhellyel rendelkező gyorsmotorvonat kapacitása nem volt elegendő ezért 1974/75-ös menetrendtől expresszvonatként közlekedett a magyar és a keletnémet főváros között, ekkoriban Ex 154/155 számon. A mozdonyos szerelvényen a rendelkezésre álló kocsiktól függően 430-600 helyet tudtak biztosítani. Ekkortól álltak a villamosvontatásra a dízelről, mivel ekkor már az útvonal jelentős részén megtörtént a vasúti pálya villamosítása, és rendelkezésre állt nagy teljesítményű villanymozdony, ekkor összesen öt mozdonycserére volt szükség – manapság legfeljebb kettő mozdonyra van szükség Budapesttől Hamburgig. Az alapszerelvényt a 80-as évekig a ČSD biztosította.
Az 1980-as években további fejlődés történt, ugyanis a MÁV azt tervezte, hogy a többi keleti blokkba tartozó állammal együtt létrehoz egy nemzetközi, minőségi szolgáltatást nyújtó vasúti szolgáltatást. Ennek neve Interexpress lett, amit a csehszlovák ČSD, a lengyel PKP, a magyar MÁV, valamint a keletnémet DR alkotott. A szerződést 1986-ban írták alá, ezzel az Interexpress egy évvel megelőzte a nyugat-európai EuroCity-hálózatot. Tehát a Hungária innentől már Interexpress-vonat lett, IEx 74/75 szám alatt, amely az 1986-os menetrendi évtől közlekedett ezen a besorolás alatt. A német végállomás ekkoriban még értelemszerűen Kelet-Berlinben volt, Berlin-Lichtenberg pályaudvaron, amely a keletnémet főváros legfontosabb távolsági pályaudvara volt. Az 1986/87-es, valamint az 1987/88-as menetrendi évben a D374/375-ös vonattal egyesítve Bécsből, illetve nyáron Malmőből közvetlen kocsikkal közlekedett. A vonatot ebben az időben magyar területen általában a MÁV V63-as sorozatszámú (Gigant) mozdonyai vontatták.
1993-ban jelent meg az EuroCity vonatnem és ezzel minőségi változások is történtek. Az útvonal közel 1300 kilométeresre hosszabbodott Budapest-Keleti és Hamburg Altona között. Ezt a Budapest, Hamburg közötti távolságot a vonat oda 16 óra 44 perc, visszafelé 16 óra 29 perc alatt teljesíti. Az átlagsebesség azonban 80 km/h környéki maradt.
2021. december 12-étől a cseh vasúton zajló felújítások ideje alatt csak Prágáig közlekedett EC 286-287 vonatszámmal.

## Napjainkban
Az EuroCity-hálózat kiépülésével 1993-tól EC-ként közlekedik a Hungária. A kiinduló állomás egészen 2017-ig a Keleti pályaudvar volt, a menetrendváltástól kezdve a Nyugati pályaudvar lett. A vonatok általában 9 kocsisak, 6 másodosztályú, 2 elsőosztályú és 1 étkezőkocsival futnak. A 2018/2019-es menetrendi évben egy akadálymentes másodosztályú kocsi kivételével valamennyi kocsit a MÁV-START Zrt. állítja ki.
A vonatot általában a České dráhy ČD 380 vagy ČD 383 váltakozó áramnemű mozdonya vontatta Budapesttől Prágáig, mivel így elkerülhető a magyar-szlovák határon a mozdonycsere, valamint cseh területen sincs szükség más vontatójárműre az eltérő feszültség miatt. Prágától Drezdáig a ČD 371-es sorozatú váltakozó áramnemű mozdony vontatta a Hungáriát, majd ismételt mozdonycsere történt, általában a DB 101-es sorozatú nagy teljesítményű német villamosmozdony vette át a vontatási feladatot Drezdától Hamburgig, vagy Prágától Hamburgig végig ČD 383 vontatta a szerelvényt.
2021. április 6-ától a csehországi vágányzárak miatt Prága és Brno között kerülőúton, Havlíčkův Brod érintésével járt, a megnövekedett menetidő miatt a prágai főpályaudvart nem érinti, így az irányváltás és a gépcsere elmaradásával időt spórolnak. A vonatot a teljes útvonalon az ELL Siemens Vectronja továbbítja.
A kiállított kocsik valamennyien ülőkocsik, alkalmasak a 200 km/h sebességre, klimatizáltak.
A MÁV egyik legkihasználtabb, legtöbb utast szállító igen jó hírű nemzetközi szerelvénye.
| Kocsiszám | Típus                                                                        |
| --------- | ---------------------------------------------------------------------------- |
|           | ELOC 193 villanymozdony                                                      |
| 255       | Bbdpmz (többcélú, másodosztályú termes és fülkés, kerékpár szállító résszel) |
| 256       | Bpmz (másodosztályú termes)                                                  |
| 257       | Bpmz (másodosztályú termes)                                                  |
| 258       | Bpmz (másodosztályú termes)                                                  |
| 259       | Bpmz (másodosztályú termes)                                                  |
| 260       | Bpmz (másodosztályú termes)                                                  |
| 262       | Amz (elsőosztályú fülkés)                                                    |
| 263       | Apmz (elsőosztályú termes)                                                   |

## Útvonala
- Budapest-Nyugati (régebben: Budapest-Keleti pályaudvar)
- Vác
- Nagymaros-Visegrád
- Szob
- Párkány (SK)
- Érsekújvár
- Pozsony
- Jókút
- Břeclav (CZ)
- Brno hl.n.
- Pardubice
- Kolín
- Praha hl.n.
- Praha-Holešovice
- Ústí nad Labem hl.n.
- Děčín hl.n.
- Bad Schandau (DE)
- Dresden Hauptbahnhof
- Dresden-Neustadt
- Berlin Südkreuz
- Berlin Hauptbahnhof (tief)
- Berlin-Spandau
- Wittenberge
- Ludwigslust
- Büchen
- Hamburg-Bergedorf
- Hamburg Hauptbahnhof
- Hamburg-Altona

## Képek

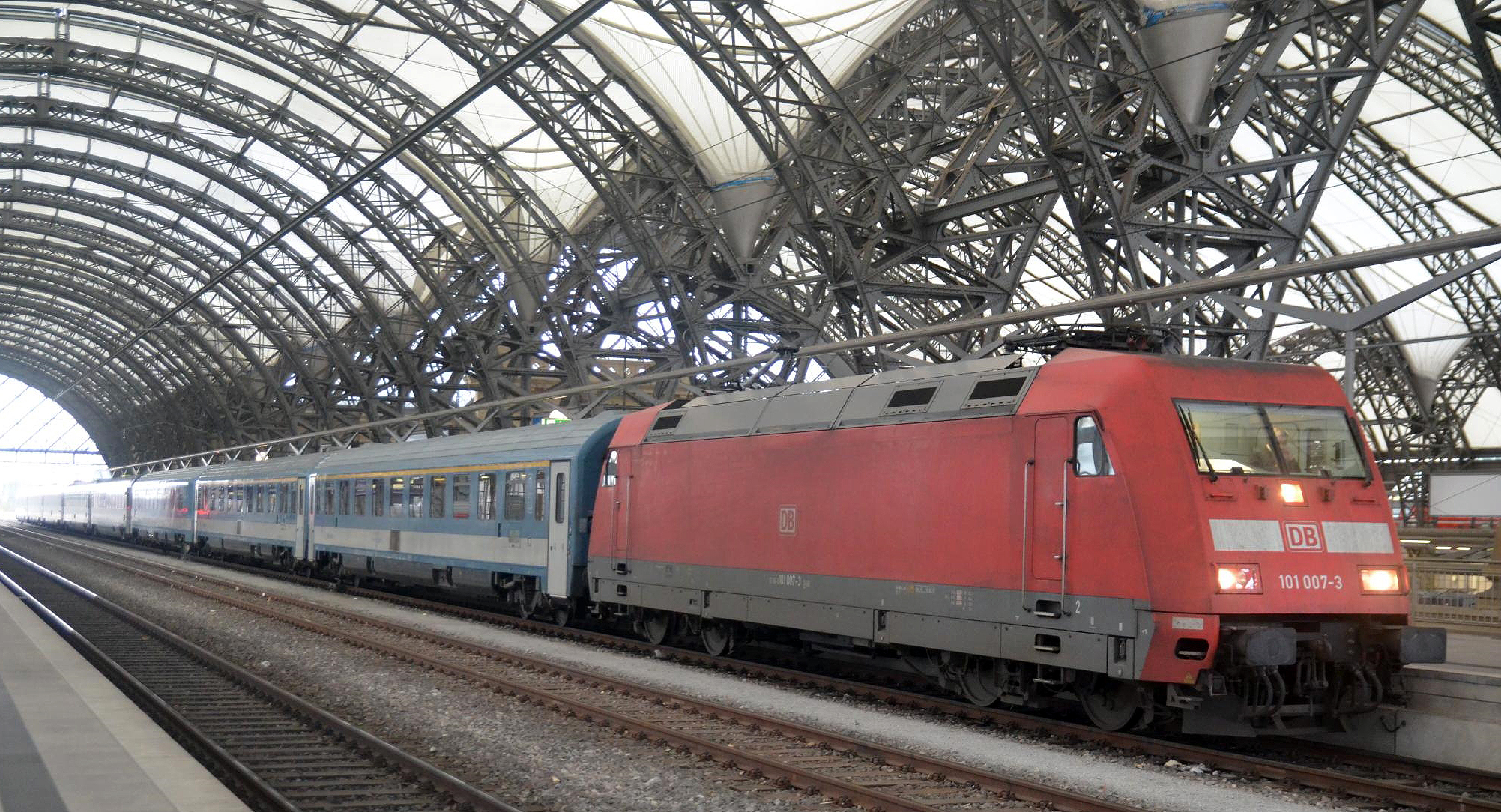
A Hungária EuroCity Drezdában a főpályaudvaron
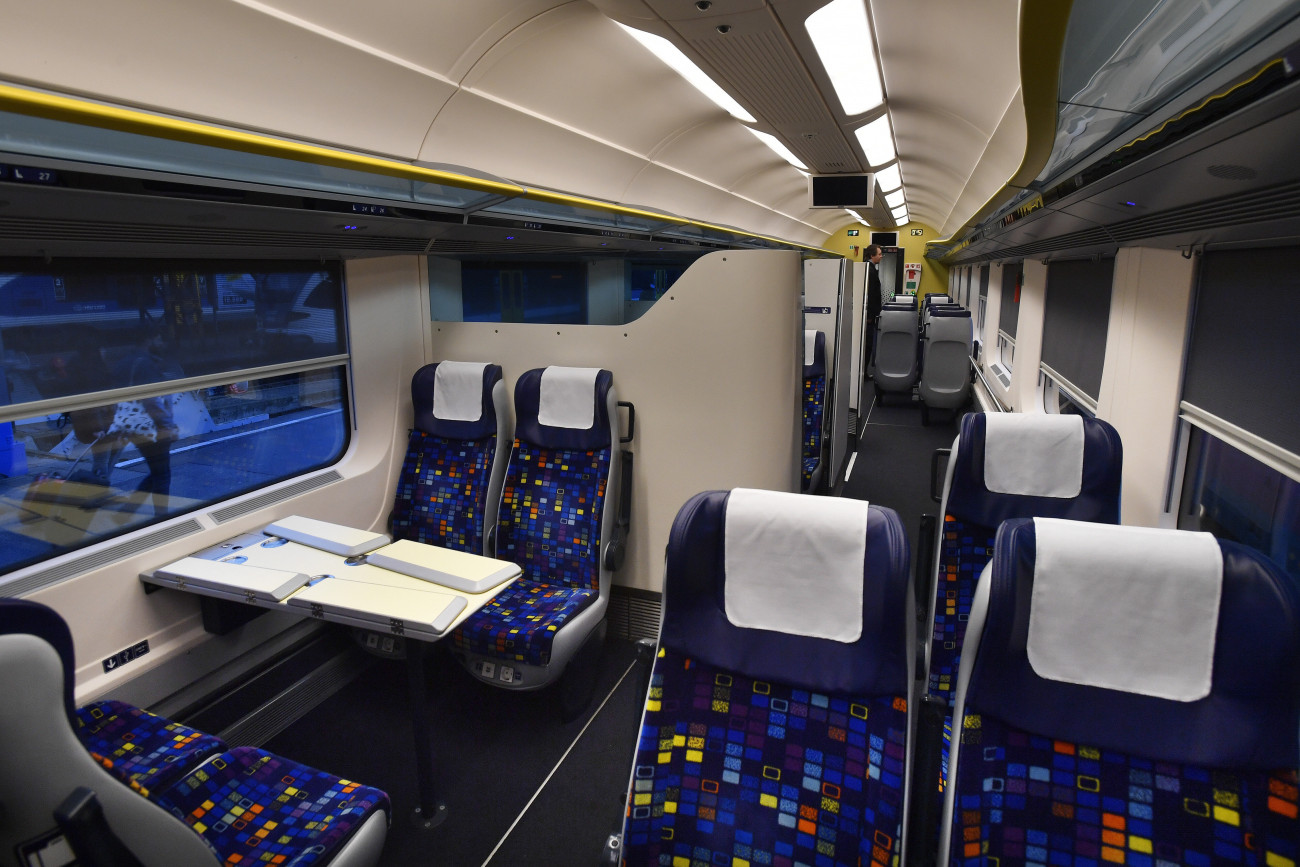
Egy kocsi utastere
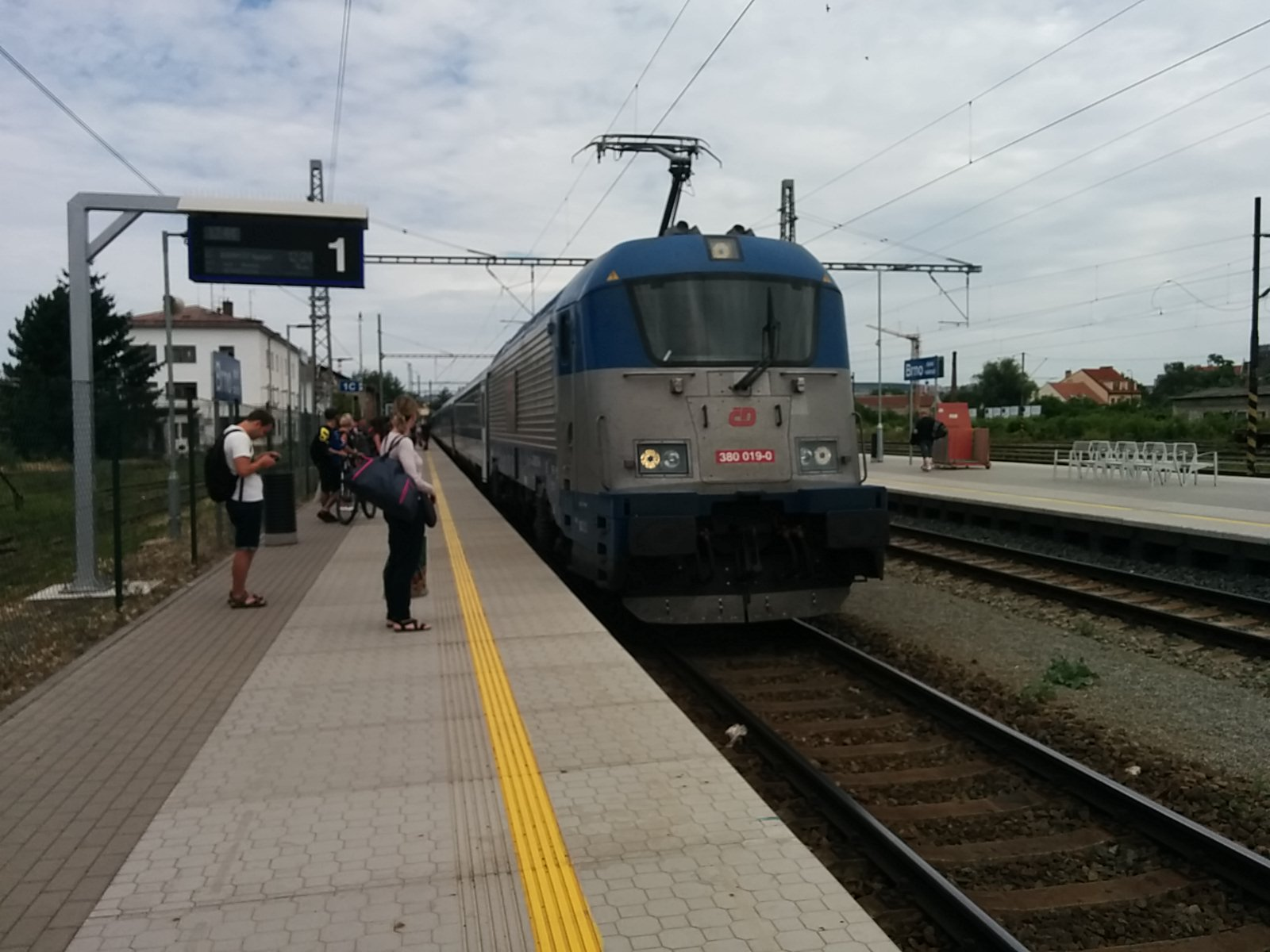
Brnoban
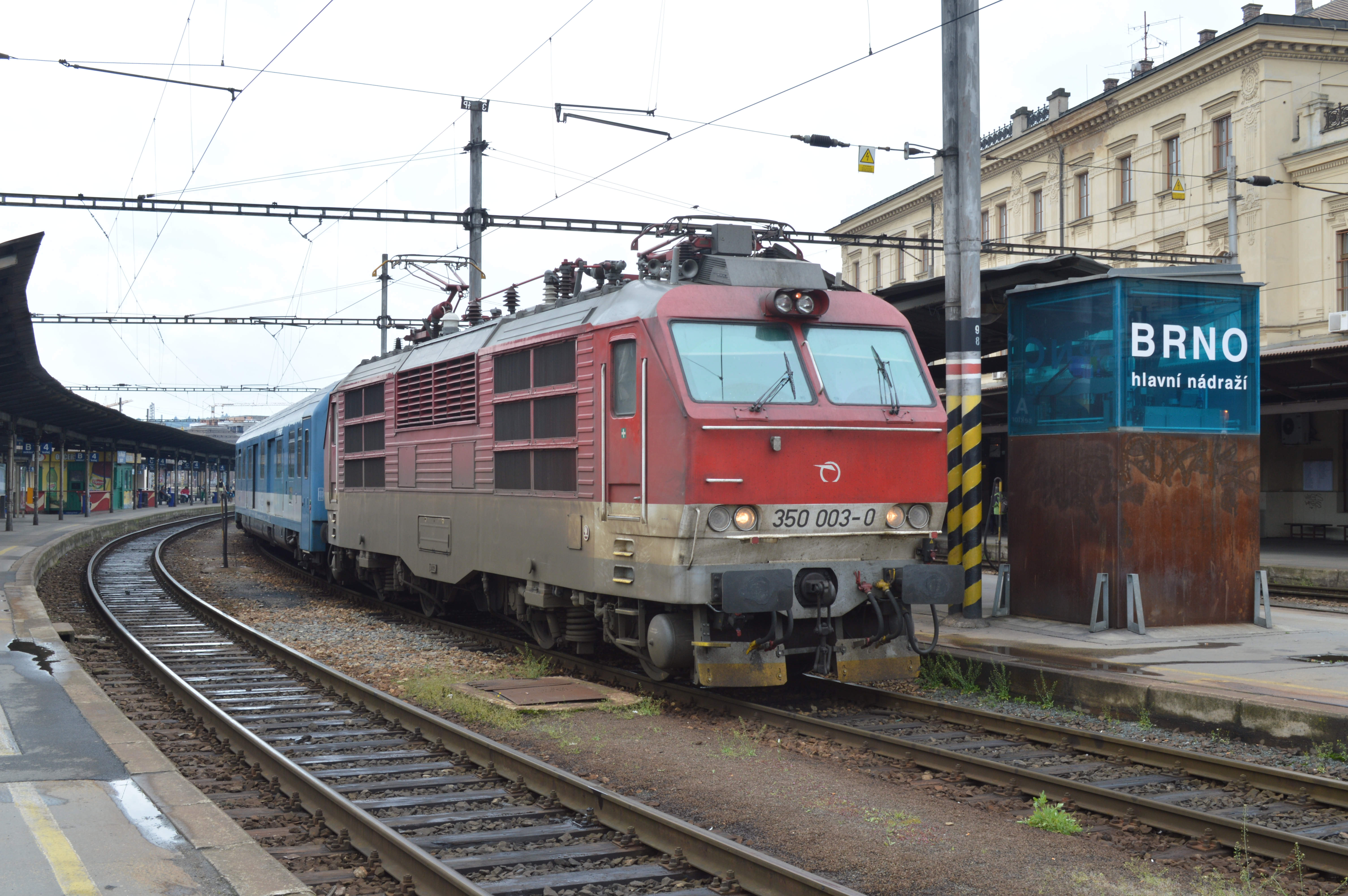
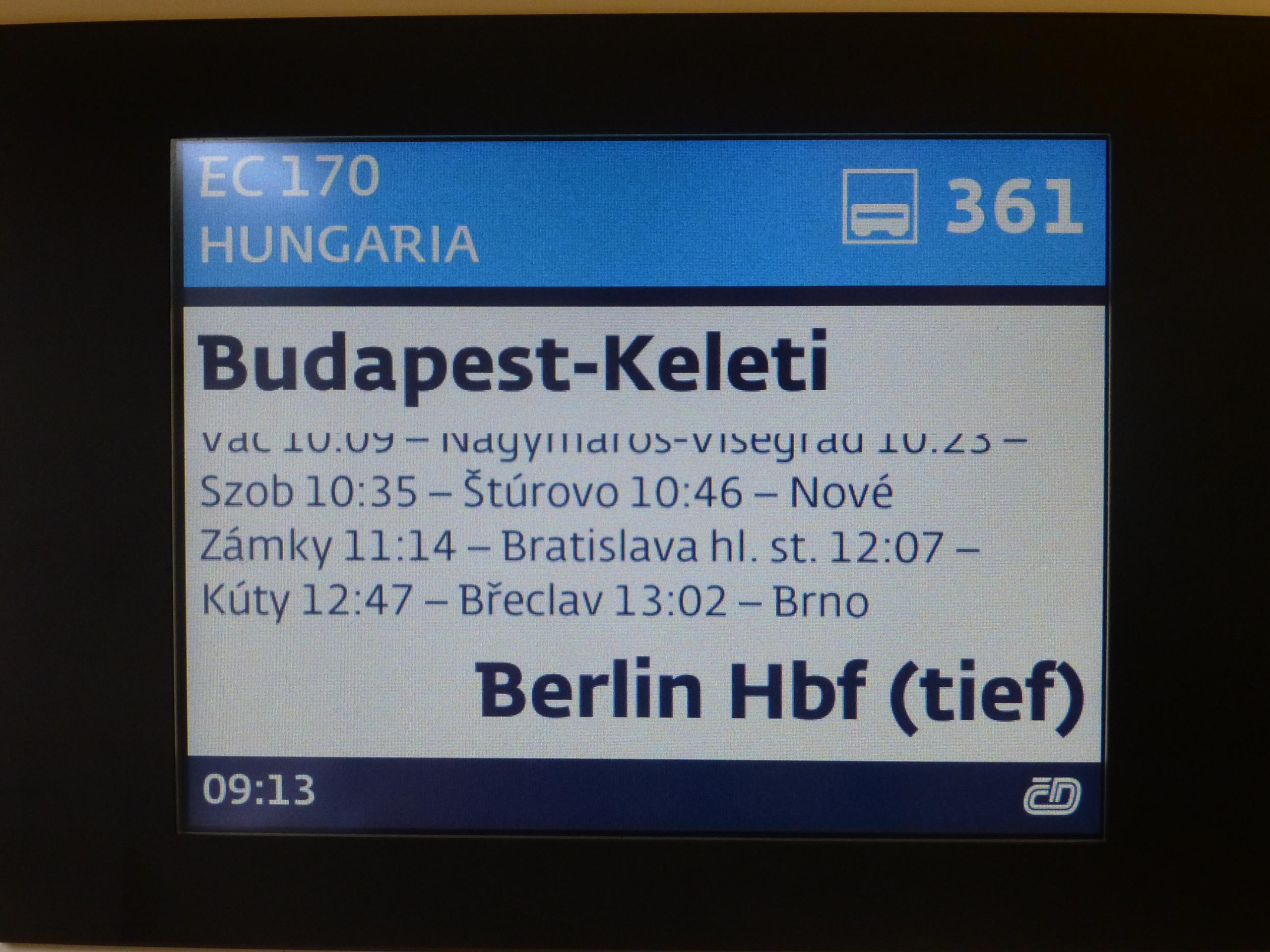
Utastájékoztató tábla
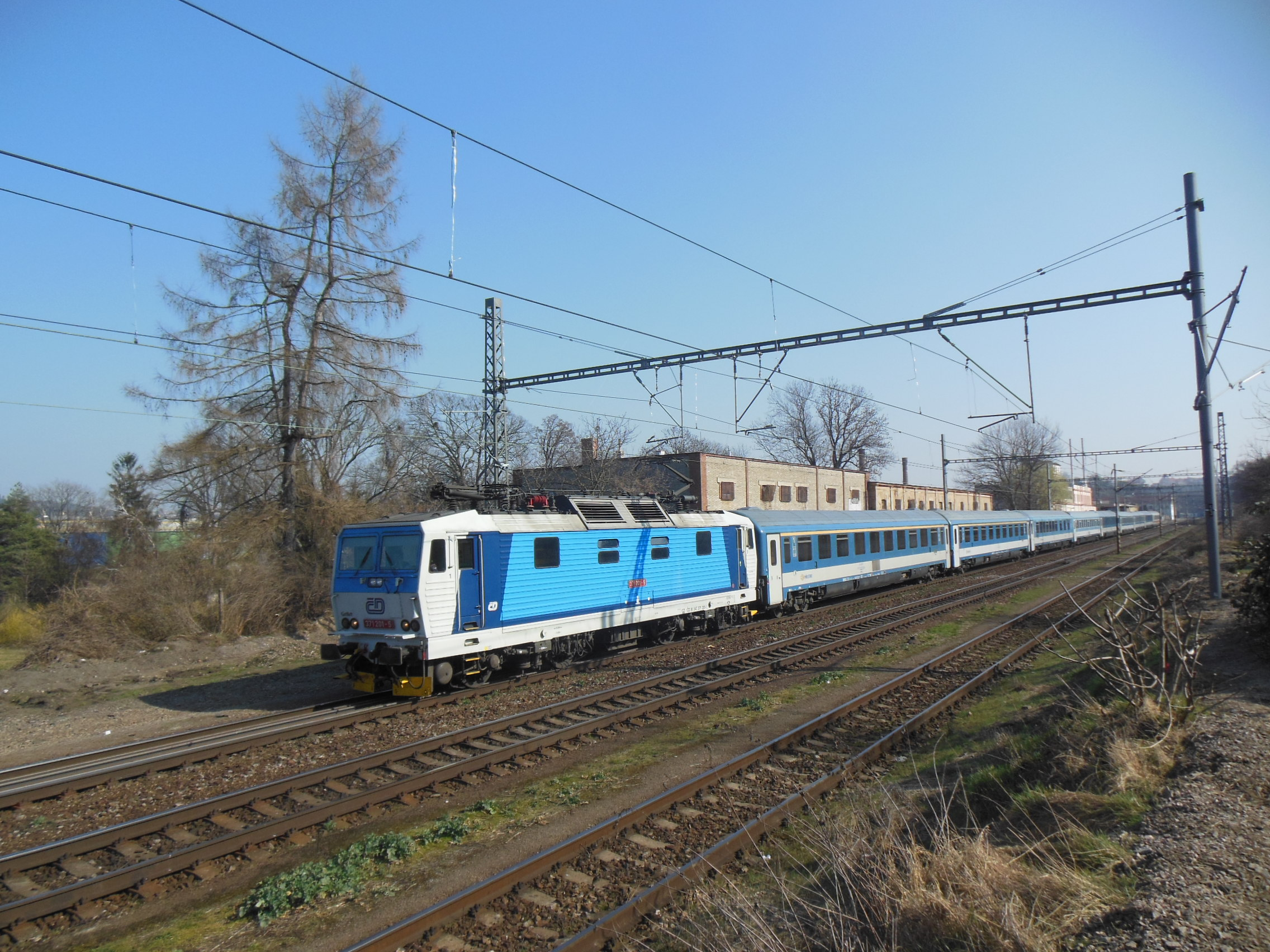
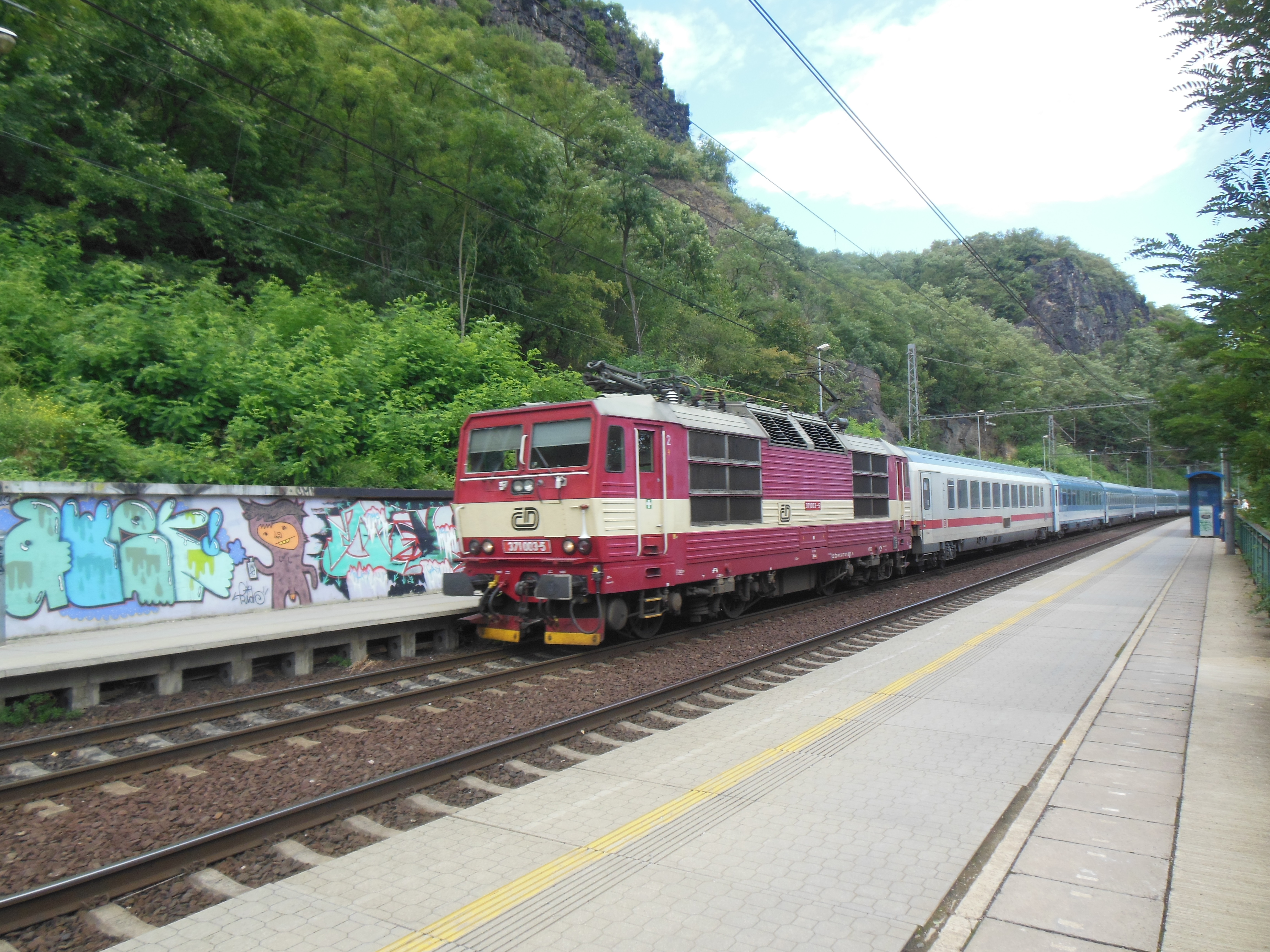
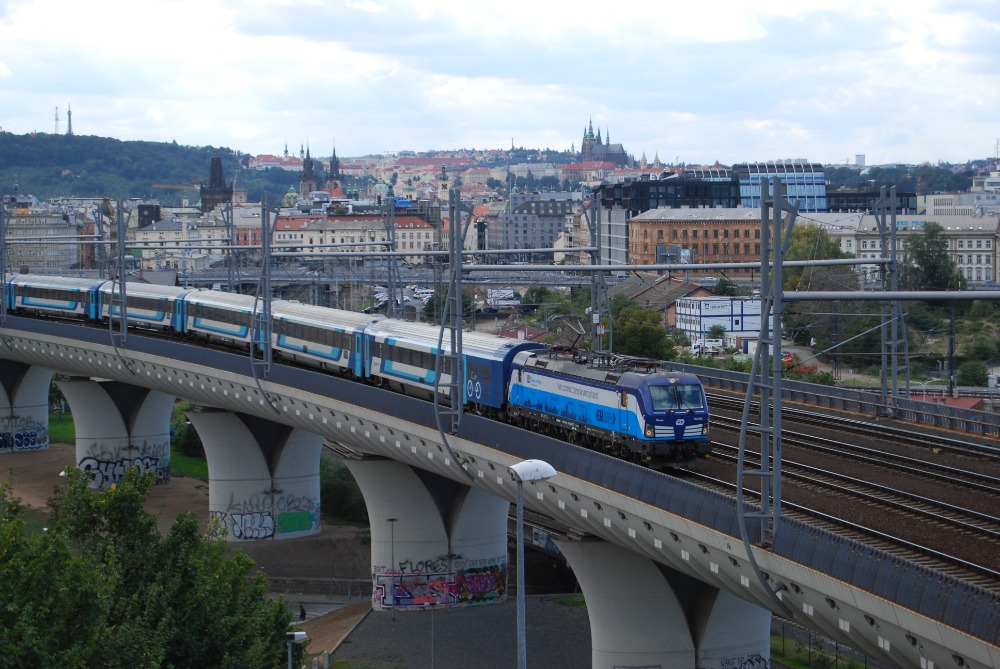
Prágában

## Fordítás
- Ez a szócikk részben vagy egészben  a   Schnellzug#Expresszug (Ex) című német Wikipédia-szócikk fordításán alapul.  Az eredeti cikk szerkesztőit annak laptörténete sorolja fel. Ez a jelzés csupán a megfogalmazás eredetét és a szerzői jogokat jelzi, nem szolgál a cikkben szereplő információk forrásmegjelöléseként.